# Большая Белая (приток Кобры)
Большая Белая — река в России, протекает в Нагорском районе Кировской области. Устье реки находится в 102 км по правому берегу реки Кобра. Длина реки составляет 20 км.
Исток реки на Северных Увалах близ границы с Республикой Коми в 12 км к северо-западу от посёлка Кобра (центр Кобринского сельского поселения). Река течёт на юго-восток, верхнее и среднее течение проходят по ненаселённому лесу. Приток — Малая Белая (левый). В нижнем течении протекает посёлок Кобра, впадает в Кобру двумя рукавами ниже посёлка.

## Данные водного реестра
По данным государственного водного реестра России относится к Камскому бассейновому округу, водохозяйственный участок реки — Вятка от истока до города Киров, без реки Чепца, речной подбассейн реки — Вятка. Речной бассейн реки — Кама.
По данным геоинформационной системы водохозяйственного районирования территории РФ, подготовленной Федеральным агентством водных ресурсов:
- Код водного объекта в государственном водном реестре — 10010300212111100031037
- Код по гидрологической изученности (ГИ) — 111103103
- Код бассейна — 10.01.03.002
- Номер тома по ГИ — 11
- Выпуск по ГИ — 1